# Maçã Riscadinha de Palmela
O Maçã Riscadinha de Palmela DOP é um produto de origem portuguesa com Denominação de Origem Protegida pela União Europeia (UE) desde 20 de novembro de 2013.

## Agrupamento gestor
O agrupamento gestor da denominação de origem protegida "Maçã Riscadinha de Palmela" é a Cooperativa Agrícola de Palmela.